# Tubificoides insularis
Tubificoides insularis är en ringmaskart som först beskrevs av Stephenson 1923.  Tubificoides insularis ingår i släktet Tubificoides och familjen glattmaskar. Arten är reproducerande i Sverige. Inga underarter finns listade i Catalogue of Life.